# Анадирський район
Ана́дирський райо́н (рос. Анадырский район; чук. Кагыргын район) — один з муніципальних районів Чукотського автономного округу Російської Федерації. Адміністративний центр — місто Анадир (до складу району не входить).

## Географія
Розташований на півдні Чукотського АО. Площа району — 287 900 км².
На південному сході району протікає річка Рубікон.

## Історія
Розкопки декількох стародавніх стоянок, виявлених на території Анадирського району, свідчать про те, що перші люди в цих місцях з'явилися ще в епоху раннього неоліту.
У 1649 році землепроходці Семена Дежньова почали будівництво Анадирського острогу на місці зимівника, заснованого поблизу нинішнього села Маркове.
З відкриттям Камчатки і до виявлення морського шляху до неї Анадирський острог відігравав особливу роль. Однак у 1766 році указ імператриці Катерини II проголосив про ліквідацію Анадирського острогу, що сталося в 1771 році. Через 100 років було прийнято рішення про організацію Анадирського окружного управління з центром в селі Маркове. Окружне управління охоплювало приблизно територію сучасних Анадирського, Чукотського, Провіденського, Іультинського і частково Билибінського районів. Першим начальником округи став Л. Ф. Гриневецький.
У 1909 році була утворена Камчатська губернія, в її склад був включений новостворений Анадирський повіт. У 1930 році, у зв'язку з утворенням Чукотського національного округу, зі складу Анадирського виділився Марківський район. Згодом Марківський район був знову об'єднаний з Анадирським, а в південній його частині створений новий, Беринговський район.
Центром повіту, а потім і району, спочатку був Ново-Маріїнськ (Анадир). В середині 1930-х років його перенесли в село Усть-Біла, потім знову повернули в Анадир. Після війни центром району стало селище Комбінат (перейменоване в 1960-х роках в Шахтарський). У 1974 році центр району знову перемістився в Анадир. У 1992 році центром району стало селище міського типу Угольні Копі.
30 травня 2008 року законом Чукотського автономного округу № 41-ОЗ Анадирський і Беринговський райони були об'єднані в Центральний район з центром в селищі Угольні Копі.
18 листопада 2008 року законом Чукотського автономного округу № 145-ОЗ Центральний район був перейменований в Анадирський район.
Крім Угольних Копей, до складу території Анадирського муніципального району входить ще одне селище міського типу Берингівський і 11 сільських поселень.
Законом Чукотського автономного округу від 26 травня 2011 № 44-ОЗ, Беринговський район, як адміністративно-територіальне утворення, був скасований і його територія увійшла до адміністративно-територіального утворення Анадирський район.
Відповідно до Закону Чукотського автономного округу від 24 листопада 2008 року № 148-ОЗ «Про статус, межі та адміністративних центрах муніципальних утворень на території Анадирського муніципального району Чукотського автономного округу» адміністративним центром муніципального утворення Анадирський район було знову визначене місто Анадир.

## Економіка
За радянських часів було розвинена гірничодобувна промисловість, представлена копальнями Отрожний, Тополиний, Золотогоров, Швидкий, на яких відпрацьовували розсипні золотоносні ділянки. На цих родовищах до 1996 було видобуто понад 45 тонн дорогоцінного металу.
Паливна промисловість району представлена вугледобувними підприємствами. В обробних виробництвах району основну частку займає харчова переробна промисловість.
У районі розташована одна з найбільших в Росії вітрова електростанція — Анадирська ВЕС.
У 2011 році на його території видобуто 365 тисяч тонн вугілля, понад 16,5 тонни золота, більш як 217,5 тонни срібла та 28,5 мільйона кубічних метрів газу.
На території району діють 6 сільгосппідприємств, у яких розвинене оленярство. На 01.01.2012 р. загальне поголів'я оленів району становило 52 330 голів, у тому числі приватне поголів'я — 2471 голова.

## Відомі особистості
У районі народилися:
- Ваалгиргин Михайло Васильович (1939—1978) — чукотський поет і фольклорист (с. Уелькаль).
- Кеулькут Віктор Григорович (1929—1963) — перший професійний чукотський поет (с. Туманське).